# Olintla
Olintla là một đô thị thuộc bang Puebla, México. Năm 2005, dân số của đô thị này là 12104 người.